# Jewhen Tscherepowskyj
Jewhen Mykolajowytsch Tscherepowskyj (ukrainisch Євген Миколайович Череповський; * 17. Oktober 1934 in Charkiw, Ukrainische SSR; † 12. Juli 1994) war ein sowjetischer Säbelfechter.

## Erfolge
Jewhen Tscherepowskyj wurde 1957 in Paris und 1961 in Turin mit der Mannschaft Vizeweltmeister. Darüber hinaus gewann er mit ihr 1955 in Rom und 1959 in Budapest die Bronzemedaille. Zweimal nahm er an Olympischen Spielen teil: bei den Olympischen Spielen 1956 in Melbourne belegte er mit der sowjetischen Equipe in der Finalrunde hinter Ungarn und Polen den dritten Platz und erhielt so gemeinsam mit Lew Kusnezow, Jakow Rylski, Leonid Bogdanow und Dawid Tyschler Bronze. Im Einzel schied er in der Halbfinalrunde als Fünfter seiner Gruppe aus und verpasste so den Einzug in die Finalrunde knapp. Vier Jahre darauf wurde er in Rom mit der Mannschaft Fünfter.